# 오부자로

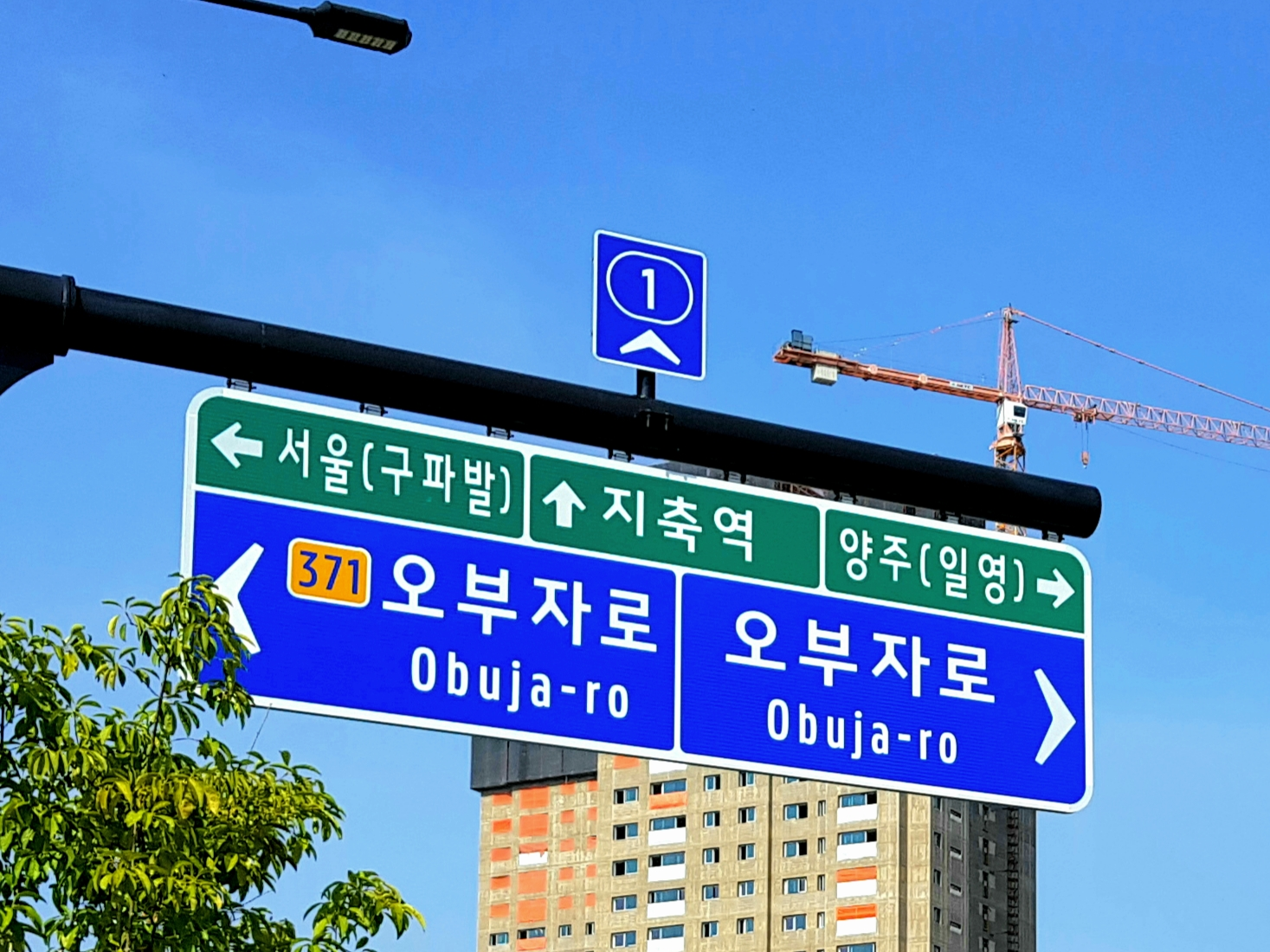
오부자로 도로명 표지판

오부자로(Obuja-ro)는 경기도 고양시 덕양구 지축동 지축차량사업소 앞과 서울특별시 은평구 진관동 일영송추사거리를 잇는 도로이다.

## 연혁
- 2019년 5월 31일: 도로명으로 오부자로를 고시
- 2020년: 지축지구 개발과 함께 개통

## 주요 경유지
서울특별시
- 은평구(진관동)

경기도
- 고양시 덕양구(효자동)

## 노선
지축차량사업소가 도로의 시점이다.
| 이름           | 접속 노선                 | 소재지         | 소재지         | 소재지         | 소재지         | 비고                  |
| 진관3로와 직결 | 진관3로와 직결            | 진관3로와 직결 | 진관3로와 직결 | 진관3로와 직결 | 진관3로와 직결 | 진관3로와 직결        |
| -------------- | ------------------------- | -------------- | -------------- | -------------- | -------------- | --------------------- |
| 일영송추사거리 | 북한산로                  | 서울특별시     | 은평구         | 진관동         | 진관동         | 지방도 제371호선 구간 |
| 지축교         |                           | 경기도         | 고양시         | 덕양구         | 효자동         | 지방도 제371호선 구간 |
| (이름 없음)    | 안진로                    | 경기도         | 고양시         | 덕양구         | 효자동         | 지방도 제371호선 구간 |
| (이름 없음)    | 지방도 제371호선 (삼송로) | 경기도         | 고양시         | 덕양구         | 효자동         | 지방도 제371호선 구간 |
| 미개통 구간    |                           |                |                |                |                |                       |
| (이름 없음)    | 지방도 제371호선 (지정로) | 경기도         | 고양시         | 덕양구         | 효자동         |                       |
| 지축중학교 앞  | 오부자2길                 | 경기도         | 고양시         | 덕양구         | 효자동         |                       |
| 지축초등학교   |                           | 경기도         | 고양시         | 덕양구         | 효자동         |                       |
| 지축차량사업소 | 삼송로                    | 경기도         | 고양시         | 덕양구         | 효자동         |                       |

## 주요 건물 및 시설
- 지축초등학교 (경기도 고양시 덕양구 오부자로 50)